# Bukit Indah

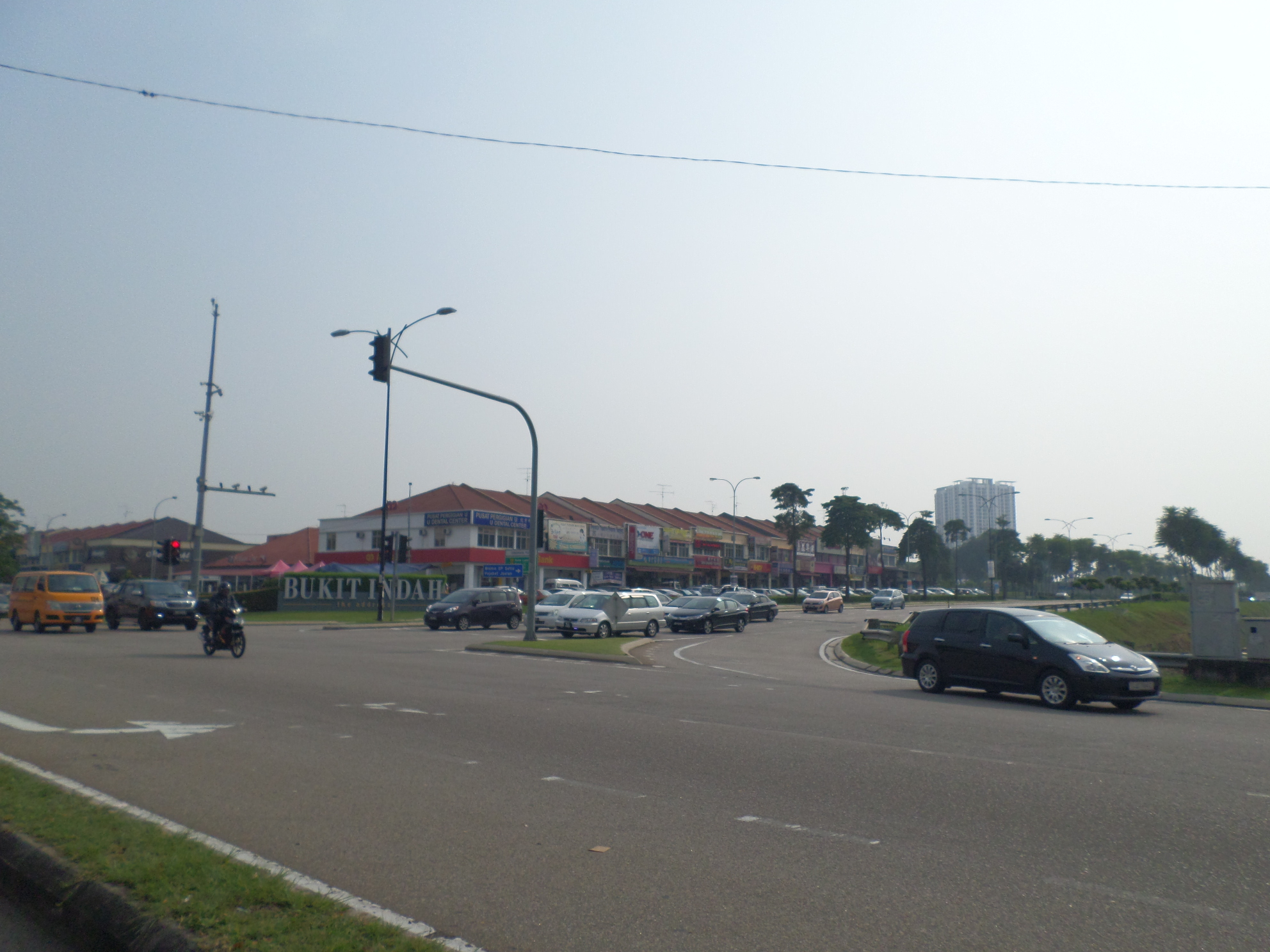
Bukit Indah

Bukit Indah là thành phố ở bang Johor, Malaysia. Thành phố Bukit Indah có diện tích ki lô mét vuông, dân số thời điểm năm 2010 là 261.906 người.
Đây là thành phố đông dân thứ 29 Malaysia theo dân số.